# Sollicitatur
Die Sollicitatur (von lat. sollicitare ermuntern, stark bewegen) im eigentlichen Sinne war am Reichskammergericht die durch eine Prozesspartei oder ihren Vertreter außergerichtlich – also außerhalb des förmlichen Verfahrens – an den Kammerrichter oder andere Gerichtsmitglieder gerichtete Bitte um Beschleunigung und Erledigung eines Prozesses.

## Entstehung
Vorbilder für die Sollicitatur bei Reichskammergericht sind in der älteren Rechtstradition nicht zu finden, jedoch müssen auch bereits vorher Bitten um Prozessbeschleunigung angenommen werden, da es bereits im römischen Recht den Grundsatz gab, dass bei Nichtätigwerden eines Gerichtes Bittschriften der Untertanen erlaubt sind. Dies könnte als Vorläufer der Sollicitatur angesehen werden, auch wenn auf diese Vorschriften in der zeitgenössischen Schriften und Gesetzen nicht verwiesen wird oder versucht wird, damit die Sollicitatur zu rechtfertigen.
Erstmals in den Quellen fassbar wird die Sollicitatur in den Quellen allerdings erst 1562, als eine Reichskammergerichtsvisitation die Regelung erließe, dass nur sollicitierte Verfahren durch das Gericht bearbeitet und einer Entscheidung zugeführt werden sollen. Diese Regelung galt bis in § 152 des Jüngsten Reichsabschieds im Jahre 1654 eine gleichlautende Vorschrift erlassen wurde.

## Verfahren
Die Sollicitatur erfolgte oft in privatem Rahmen und war ein bewährtes Mittel zur Beschleunigung des Verfahrens. Sie wurde bei allen Prozessarten angewandt und konnte erst nach dem offenen Aktenschluss, der so genannten Submission, erfolgen. Dabei wurden die Akte auf  Anordnung des Kammerrichters in der Kanzlei zusammengestellt. Danach verfasste der Assessor die Relation, das Gutachten zur Urteilsfindung, zu dieser Akte.  Ab diesem Zeitpunkt konnte die Sollicitatur einsetzen, die mündlich oder schriftlich erfolgte. Im Falle der schriftlichen Sollicitatur wurde dem Assessor, Kammerrichter oder -präsidenten  ein gedruckter Zettel mit der Angabe der Prozessparteien und der Bitte um Beschleunigung des Verfahrens übergeben.
Die Sollicitatur wurde bis zum Ende des Reichskammergerichtes im Jahre 1806 angewandt.